# ラマー郡 (ミシシッピ州)
ラマー郡（英: Lamar County）は、アメリカ合衆国ミシシッピ州の南部に位置する郡である。2010年国勢調査での人口は55,658人であり、2000年の39,070人から42.5%増加した。郡庁所在地はパービス市（人口2,175人）であり、同郡で人口最大の都市は主にフォレスト郡内にあるハッティズバーグ市（人口45,989人）である。郡名は南北戦争後のミシシッピ州政治家ルシアス・クインタス・シンシナタス・ラマーに因んで名付けられた。1904年に設立され、領域は西隣のマリオン郡から分割された。現在も大半が田園部だが、北東部だけはハッティズバーグ都市圏の影響が強い。
ラマー郡はハッティズバーグ大都市圏に属している。

## 地理
アメリカ合衆国国勢調査局に拠れば、郡域全面積は500.49平方マイル (1,296.3 km2)であり、このうち陸地497.07平方マイル (1,287.4 km2)、水域は3.42平方マイル (8.9 km2)で水域率は0.68%である。

### 主要高規格道路
- 州間高速道路59号線
- アメリカ国道11号線
- アメリカ国道98号線
- ミシシッピ州道13号線
- ミシシッピ州道42号線
- ミシシッピ州道44号線

### 隣接する郡
- コビントン郡 - 北
- フォレスト郡 - 東
- パールリバー郡 - 南
- マリオン郡 - 西
- ジェファーソンデイビス郡 - 北西

## 人口動態
以下は2000年国勢調査による人口統計データである。
| 基礎データ - 人口: 39,070人 - 世帯数: 14,396 世帯 - 家族数: 10,725 家族 - 人口密度: 30人/km2（79人/mi2） - 住居数: 15,433軒 - 住居密度: 12軒/km2（31軒/mi2） 人種別人口構成 - 白人: 85.34% - アフリカン・アメリカン: 12.90% - ネイティブ・アメリカン: 0.17% - アジア人: 0.65% - 太平洋諸島系: 0.01% - その他の人種: 0.30% - 混血: 0.64% - ヒスパニック・ラテン系: 1.09% 年齢別人口構成 - 18歳未満: 28.0% - 18-24歳: 10.9% - 25-44歳: 30.4% - 45-64歳: 21.0% - 65歳以上: 9.7% - 年齢の中央値: 33歳 - 性比（女性100人あたり男性の人口） - 総人口: 93.3 - 18歳以上: 90.1 | 世帯と家族（対世帯数） - 18歳未満の子供がいる: 38.4% - 結婚・同居している夫婦: 59.6% - 未婚・離婚・死別女性が世帯主: 11.5% - 非家族世帯: 25.5% - 単身世帯: 20.4% - 65歳以上の老人1人暮らし: 7.1% - 平均構成人数 - 世帯: 2.68人 - 家族: 3.11人 収入と家計 - 収入の中央値 - 世帯: 37,628米ドル（州内第5位） - 家族: 44,611米ドル - 性別 - 男性: 32,791米ドル - 女性: 22,260米ドル - 人口1人あたり収入: 18,849米ドル - 貧困線以下 - 対人口: 13.3% - 対家族数: 9.7% - 18歳未満: 15.3% - 65歳以上: 17.0% |

## 州政府の機関
ミシシッピ州心療省がラマー郡のパービス市近くで南ミシシッピ州立病院を運営している。

## 都市と町

### 都市
- ハッティズバーグ（大半はフォレスト郡）
- ランバートン（一部はパールリバー郡）
- パービス - 郡庁所在地

### 町
- サムロール

### 国勢調査指定地域
- ウェストハッティズバーグ

### 未編入の町
- バクスタービル
- オロー

### 小区分
- ヒッコリーヒルズレイク